# Tre Belli
Tre Belli, även kallat belli eller spröt, är ett kortspel av whist-typ för tre spelare. 
Vid given delas korten ut, förutom till deltagarna, också till en fjärde hög, köphögen, vars sista kort vänds upp och bestämmer trumffärgen. Spelarna erbjuds i tur och ordning möjligheten att byta ut den hand man fått i given mot köphögen, detta mot en kostnad av två marker till potten (eller, i en variant av spelet, en minuspoäng). Vid spelet om sticken gäller att klöverdamen alltid är högsta trumf, och att man om möjligt måste spela trumf när man är renons.
För hemgång krävs fyra tagna stick. För varje stick över fyra erhålls en poäng, och för varje stick under betalar man en mark (eller får en minuspoäng). Först till tolv poäng vinner spelet.